# Saint-Julien-Mont-Denis
Saint-Julien-Mont-Denis is een gemeente in het Franse departement Savoie (regio Auvergne-Rhône-Alpes). De plaats maakt deel uit van het arrondissement Saint-Jean-de-Maurienne. Saint-Julien-Mont-Denis telde op 1 januari 2022 1.510 inwoners.

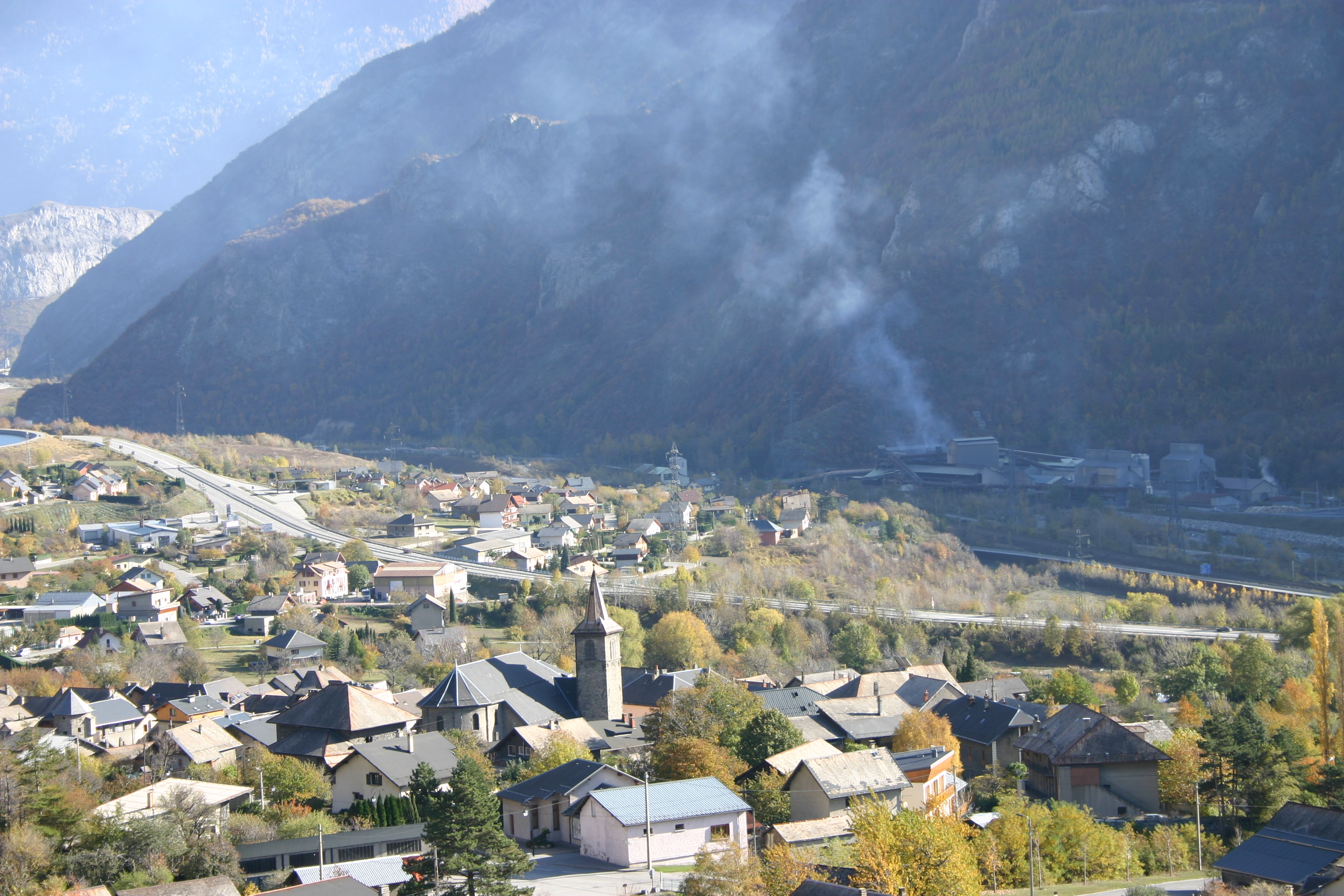
Saint-Julien-Mont-Denis
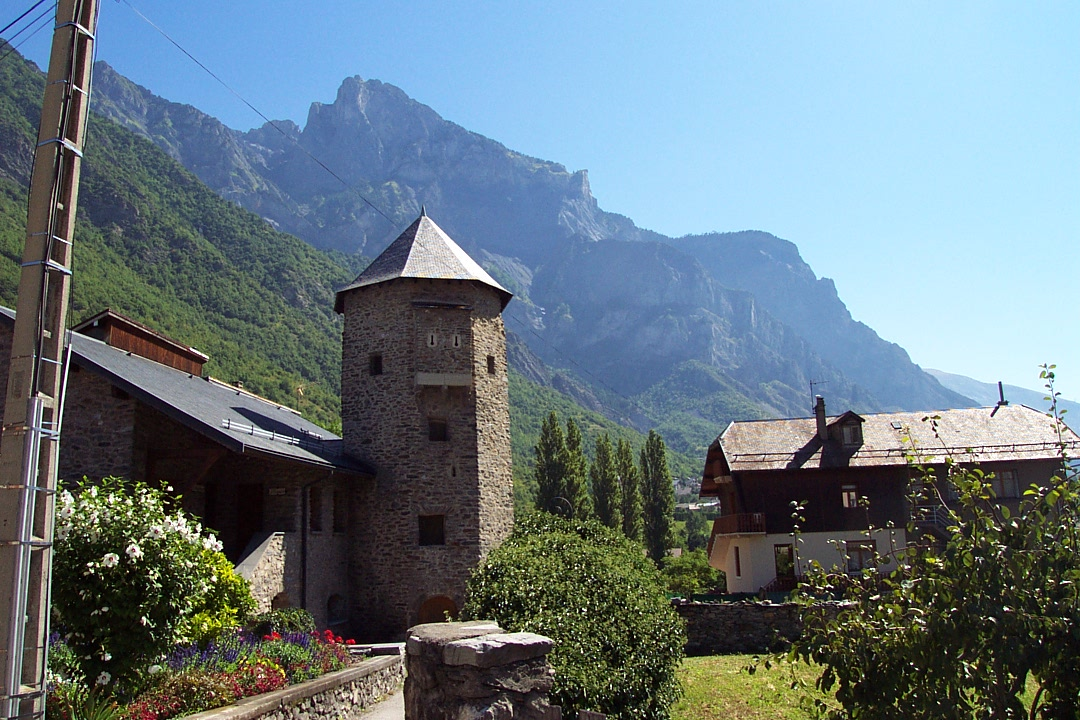
Toren van Saint-Julien-Mont-Denis

## Geografie
De oppervlakte van Saint-Julien-Mont-Denis bedroeg op 1 januari 2022 33,04 vierkante kilometer; de bevolkingsdichtheid was toen 45,7 inwoners per km².

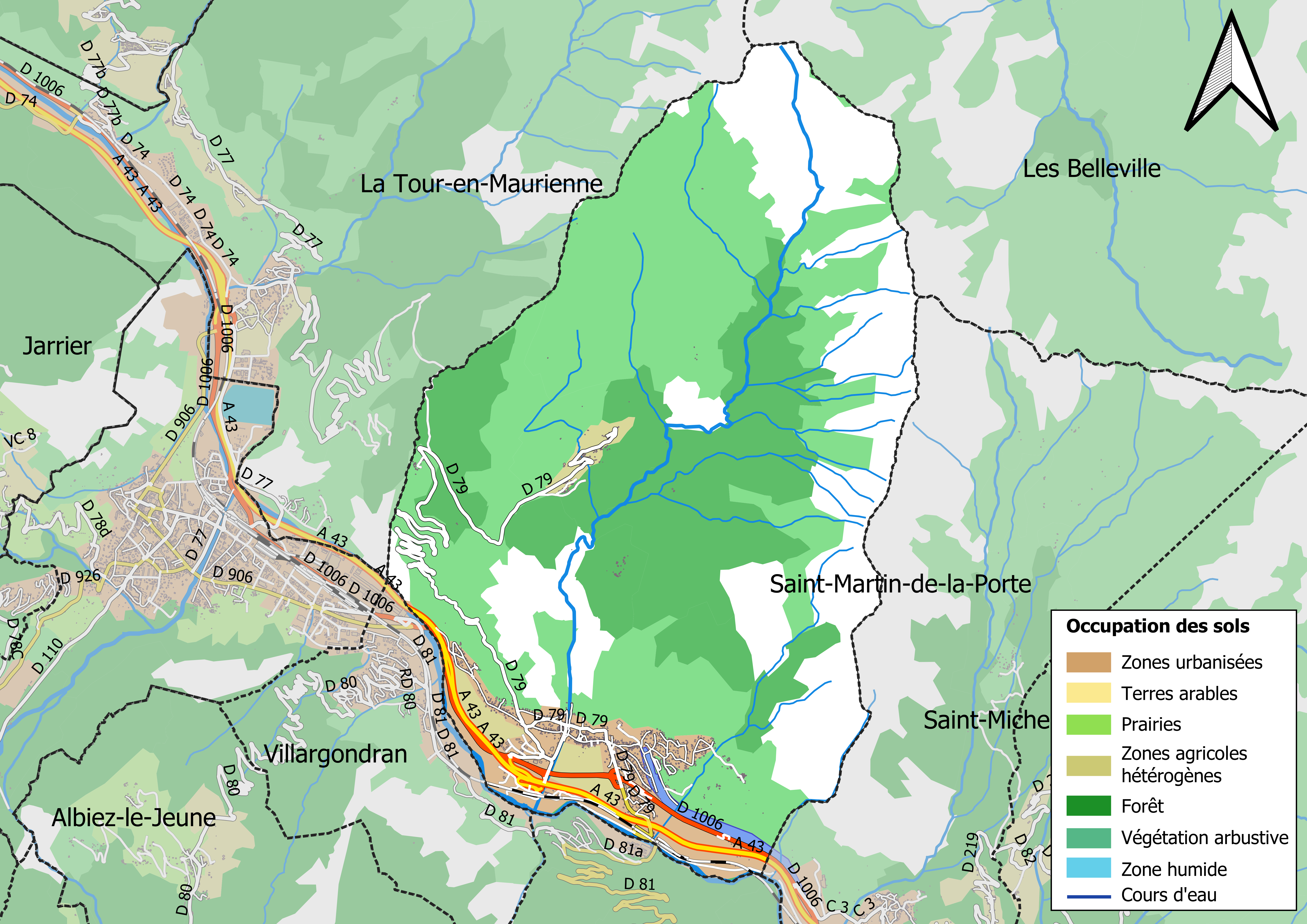
Kaart van de gemeente met de belangrijkste infrastructuur, bodemgebruik en omliggende gemeenten

## Demografie
Onderstaande figuur toont het verloop van het inwonertal (bron: INSEE-tellingen).